# 地龙 (中药)
地龙，就是現代俗稱的蚯蚓，曬乾加工後成為中药材。地龙药材最早史载于《神农本草经》，是中药中平肝息风药中的息风止痉药。它的药性鹹、寒，入肝、脾、膀胱经。有清热息风、通络、平喘、利尿的功效。

## 種源
依據《臺灣中藥典》第3版，地龍採用鉅蚓科動物之參狀遠盲蚓（Amynthas aspergillum E.Perrier）、通俗腔蚓（Metaphire vulgaris Chen）、威廉腔蚓（Metaphire guillelmi Michaelsen）或櫛盲遠盲蚓（Amynthas pectinifera Michaelsen）之乾燥體。前一種習稱「廣地龍」，後三種習稱「滬地龍」。
紅蚯蚓（Lumbricus rubellus）屬正蚓科，二者不同。

## 分布
主要分布於中國廣東、廣西、河南、山東、江蘇、福建。

## 药性
- 味鹹
- 性寒
- 归肝、脾、膀胱经

## 功效及应用
- 清热息风：可用于治疗高热癫痫、癫狂等症。
- 通络：可用于治疗气虚血滞、半身不遂及风湿痹症。
- 平喘：可用于治疗肺热哮喘。
- 利尿：可用于治疗水肿、小便不利。

## 炮制法
去净杂质，晒干生用或先用。

## 现代研究
- 地龙药材的主要成分蚯蚓解热碱、蚯蚓碱、蚯蚓毒素，还含有多种氨基酸和脂肪酸等。
- 地龙的抗血栓作用和其中的蚓激酶有關。

## 外部連結
- 地龍 中藥材圖像數據庫  (香港浸會大學中醫藥學院) （中文）（英文）
- 地龍 Di Long （页面存档备份，存于） 中藥標本數據庫 (香港浸會大學中醫藥學院) （繁體中文）（英文）